# Buste
 (juillet 2025).
Si vous disposez d'ouvrages ou d'articles de référence ou si vous connaissez des sites web de qualité traitant du thème abordé ici, merci de compléter l'article en donnant les références utiles à sa vérifiabilité et en les liant à la section « Notes et références ».

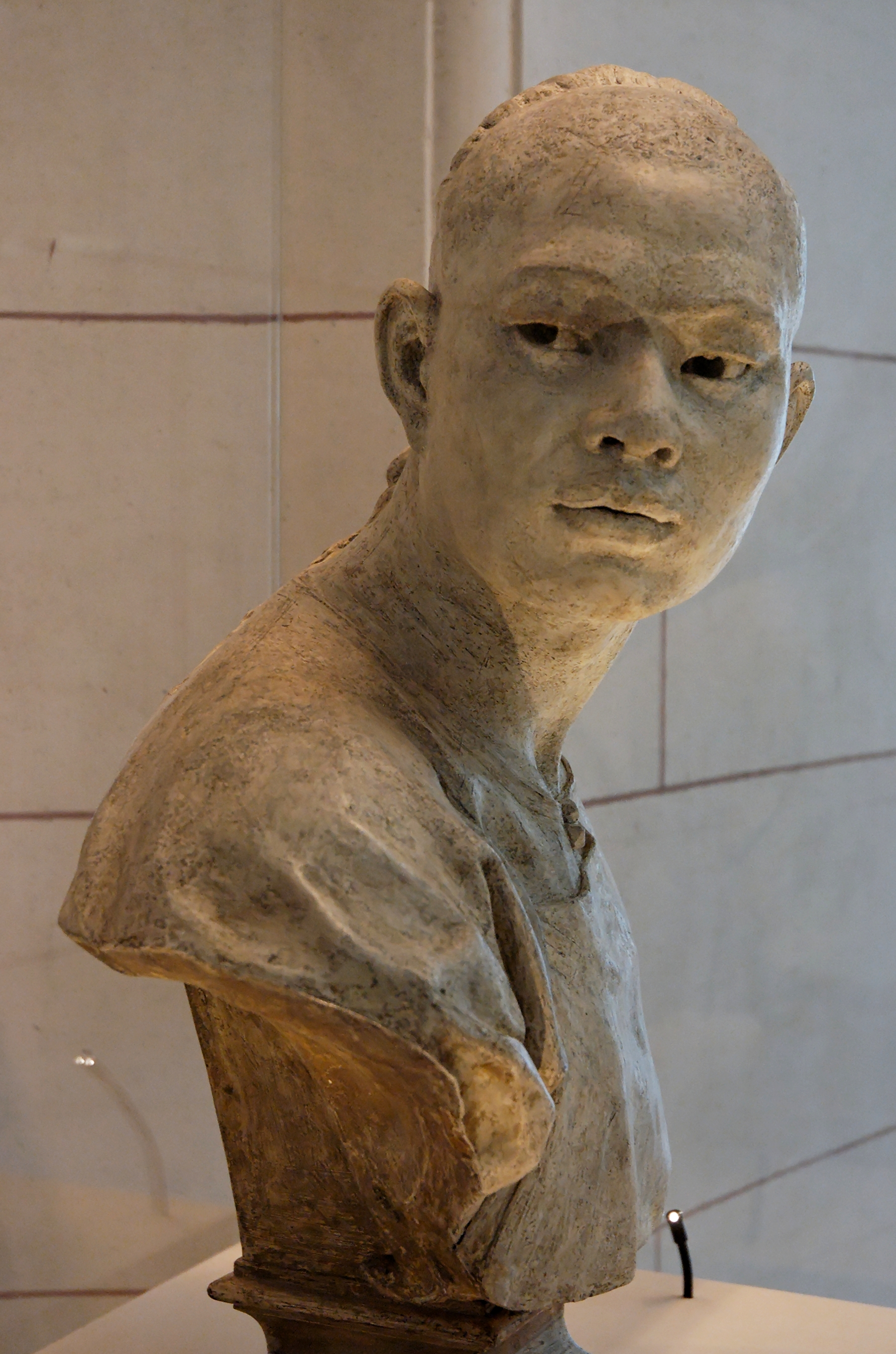
Le Chinois, par Jean-Baptiste Carpeaux (1827-1875). Plâtre patiné, 1872 (Petit Palais).

Le buste est la partie supérieure du corps humain comprenant la tête, le cou et la poitrine, en excluant les bras. Il est à distinguer du torse ou du tronc, partie du corps allant de la taille au cou, sans la tête et sans les bras.[réf. nécessaire]

## Dans les arts

### En sculpture
En sculpture, un buste est la représentation d'une personne se limitant à la poitrine, aux épaules et à la tête, et généralement accompagnée d'un socle. Ce type d'œuvre en trois dimensions a pour vocation de recréer le plus fidèlement possible l'apparence d'un être humain.[réf. nécessaire] Ça n'est pas, nécessairement, un portrait.
De nombreux matériaux peuvent être utilisés, mais il s'agit le plus souvent de marbre ou d'une autre matière suffisamment solide, comme le bronze, mais aussi d'autres roches, et la terre cuite ou le plâtre servent aussi à réaliser des bustes.

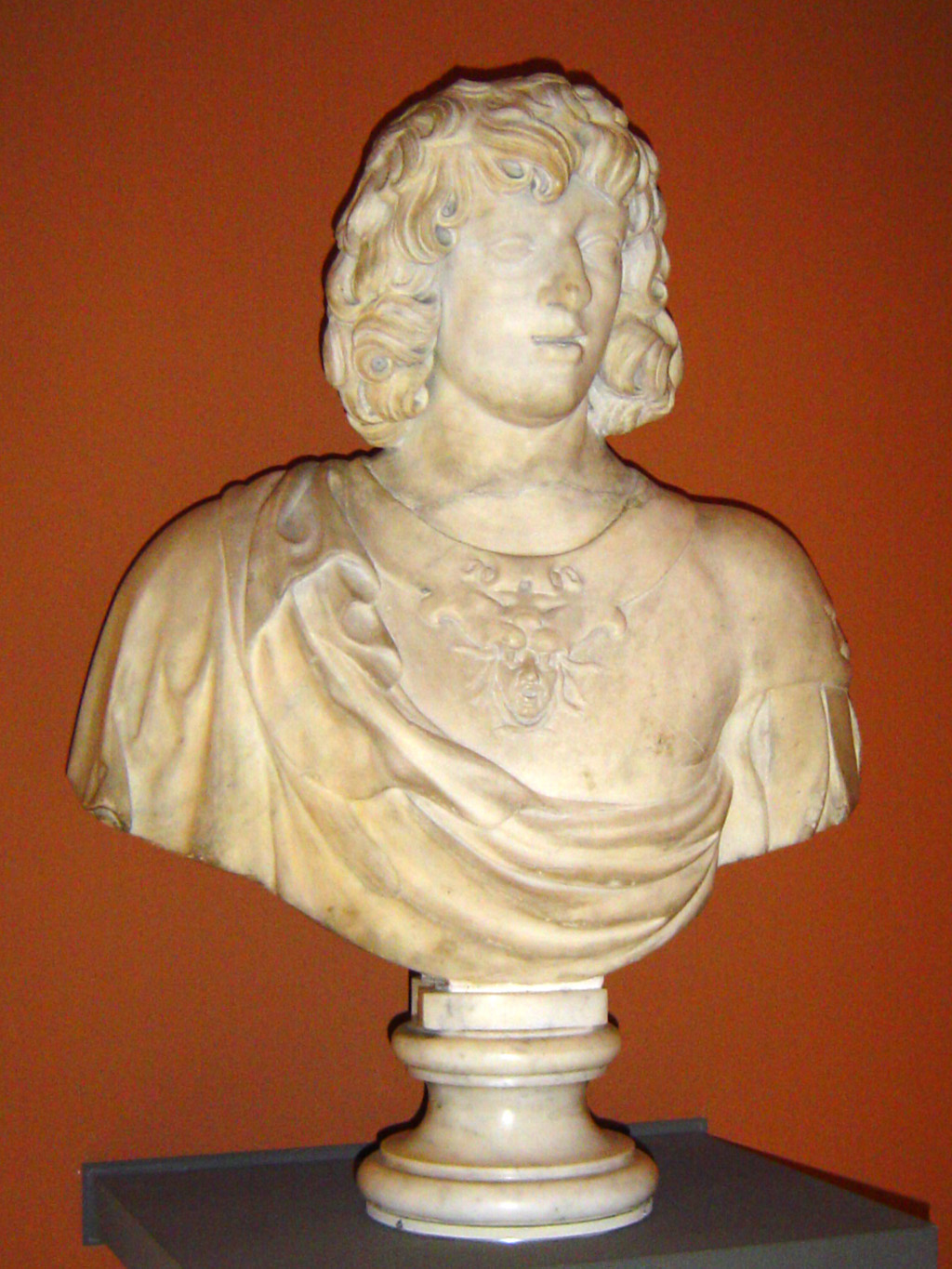
Buste de Gaston de France sur piédouche.
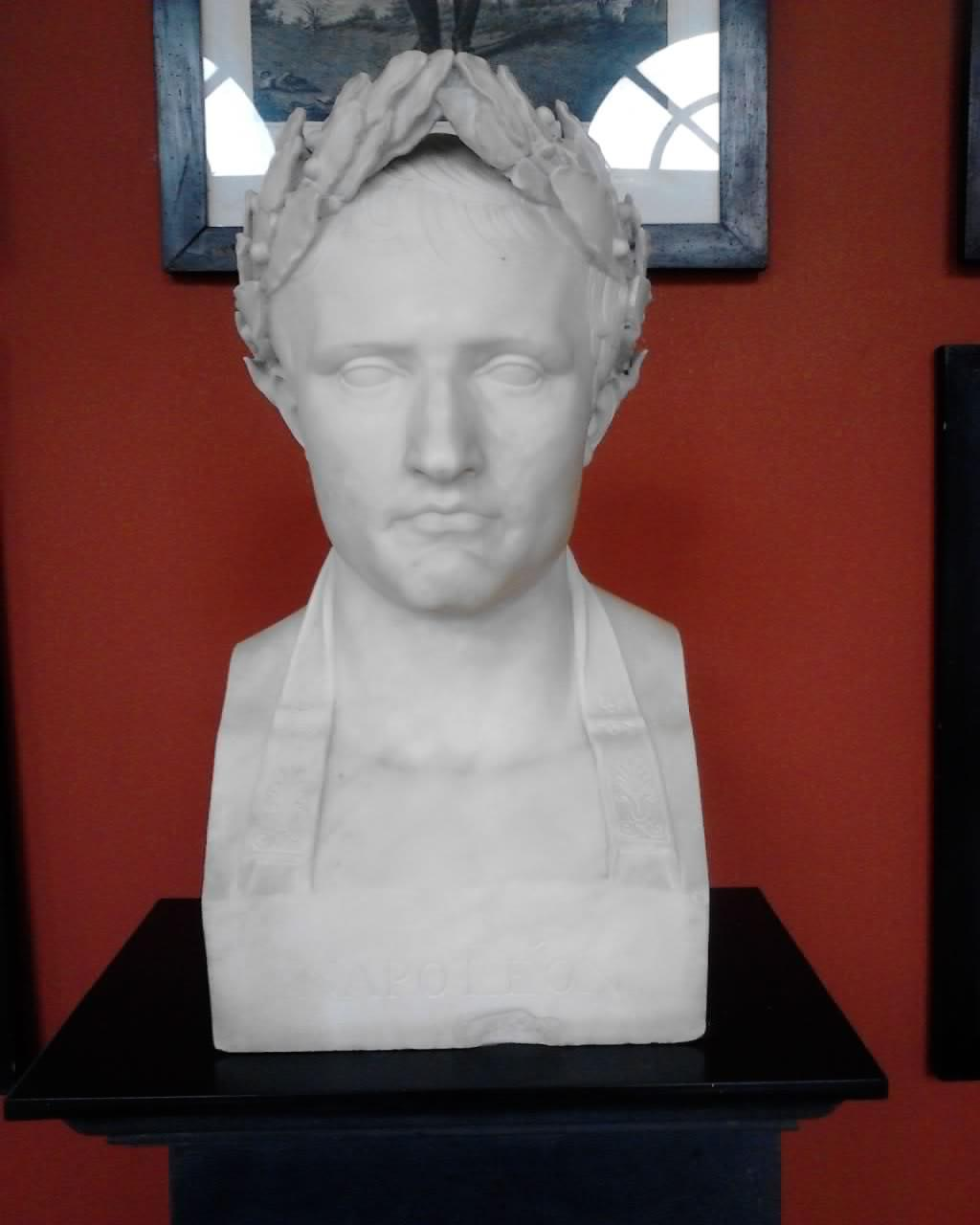
Buste de Napoléon Ier exposé à la Villa Melzi du Bellagio, Italie.
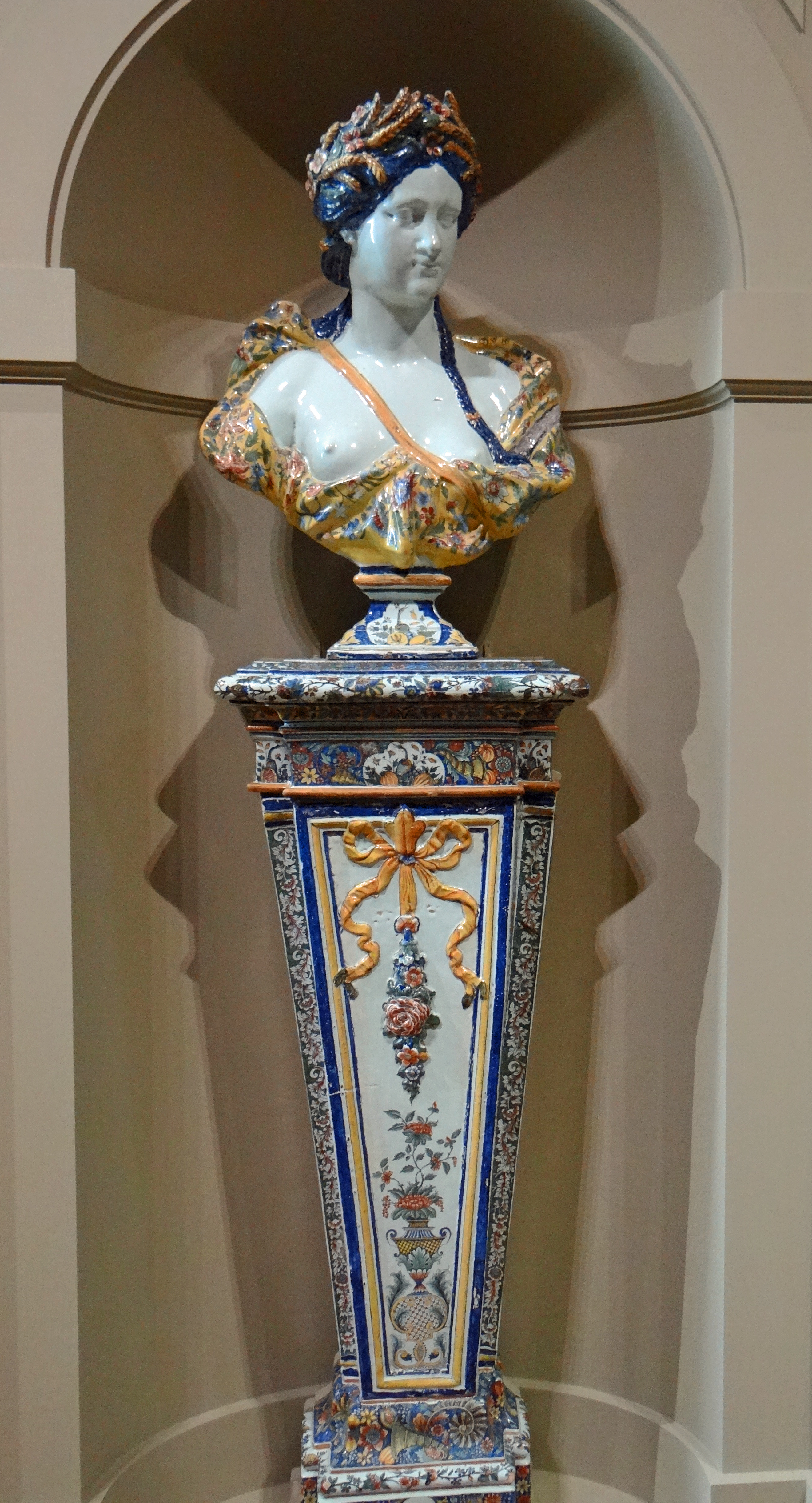
Buste et gaine Musée du Louvre.
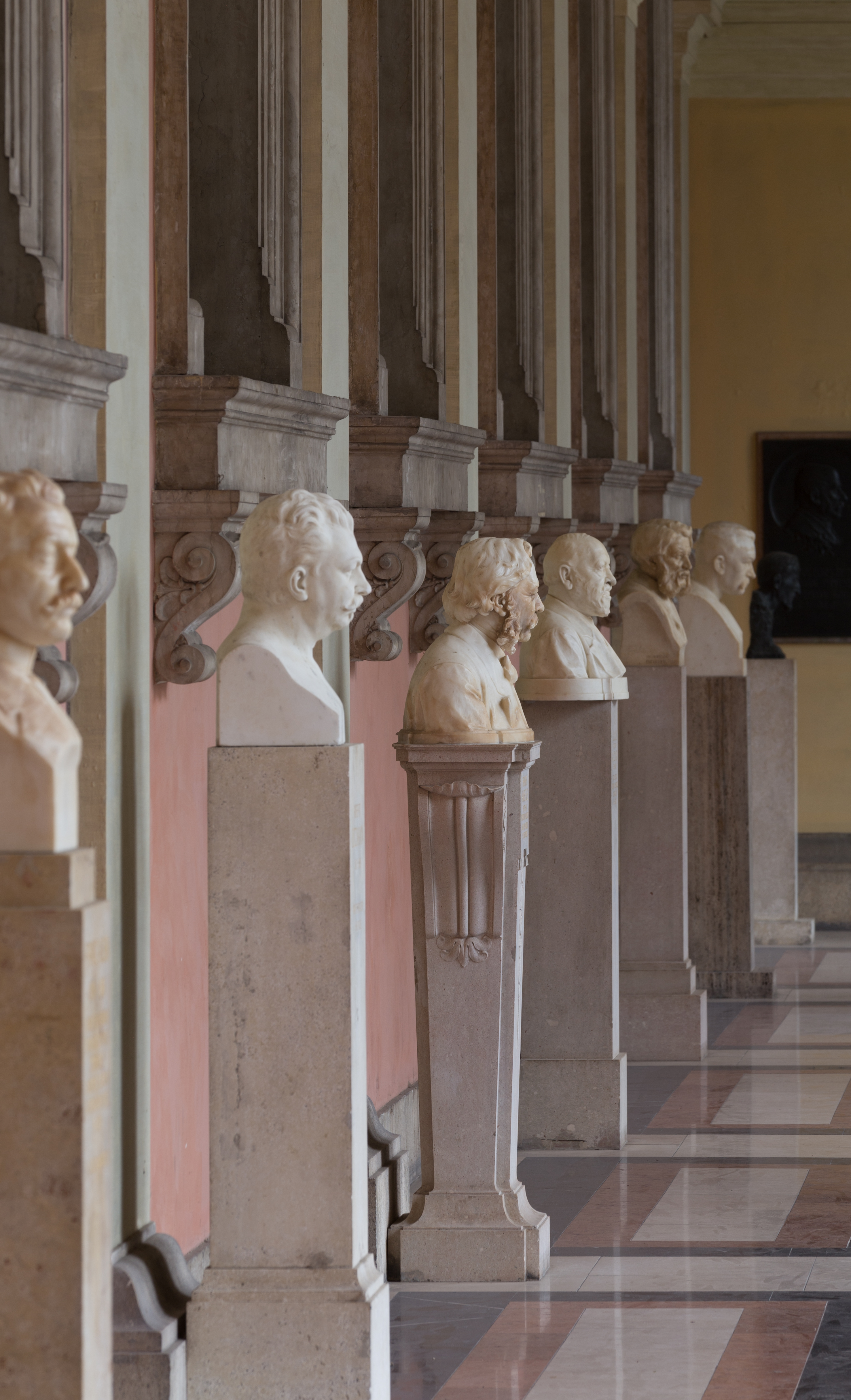
Une série de bustes de scientifiques de l'Université de Vienne.
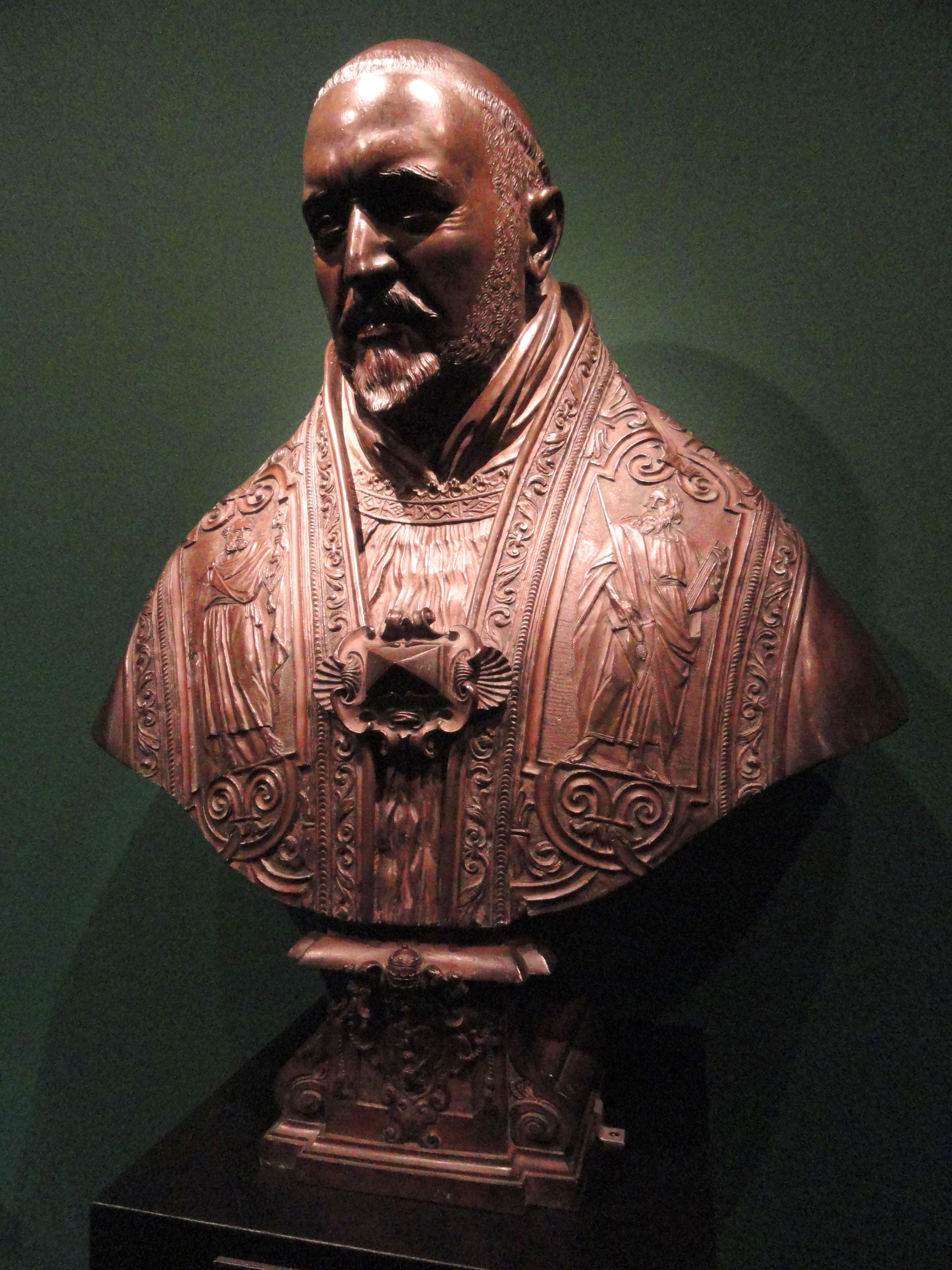
Buste de Paul V (1621-1622) par Le Bernin.
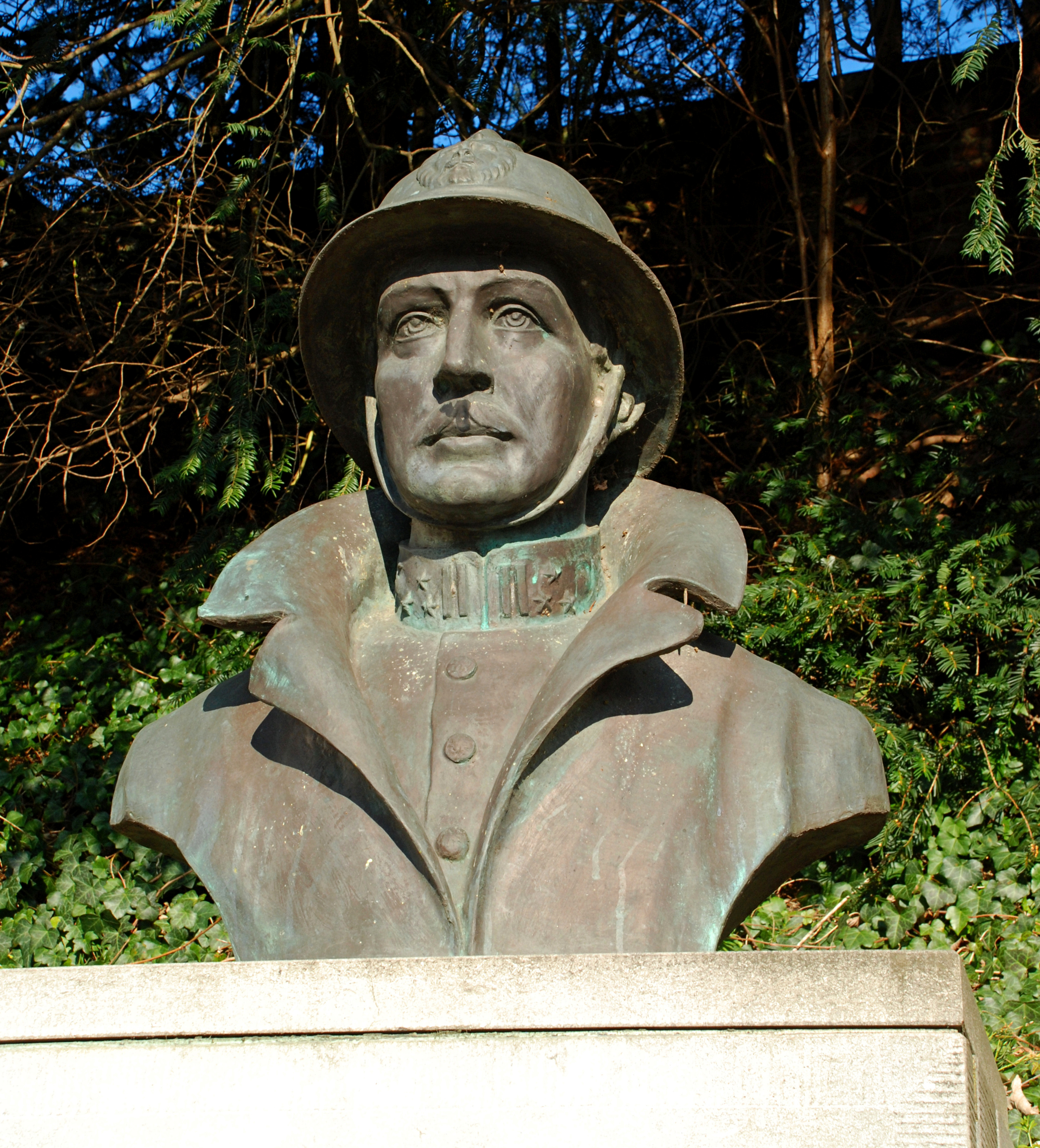
Buste du roi Albert Ier à Ottignies.

### En peinture

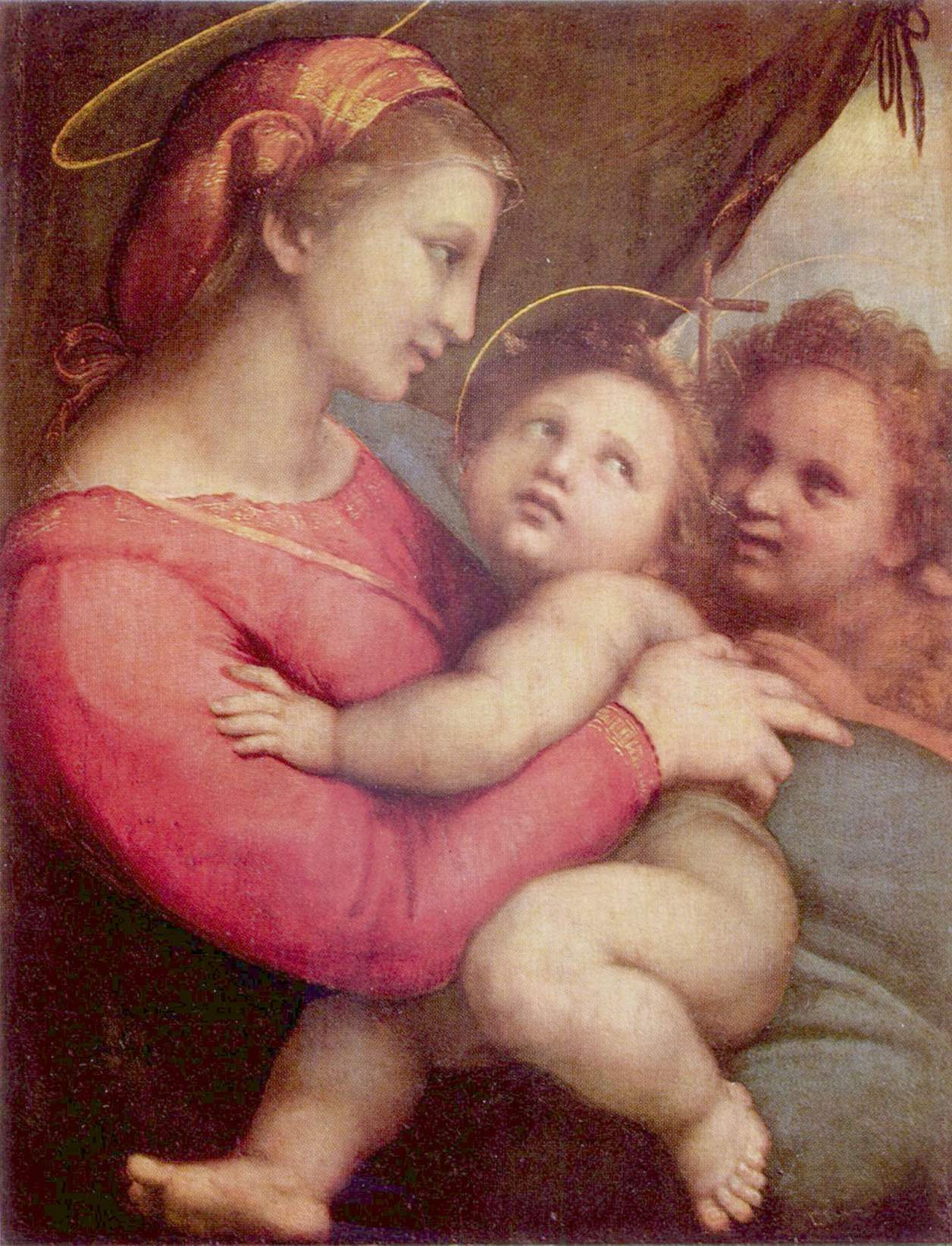
La Vierge au rideau, Raphaël. La Vierge est ici représentée à mi-corps.

À la Renaissance, en peinture, l'expression « en  buste » désigne une représentation qui veut abandonner[pas clair] la représentation en pied, de face ou de profil du sujet (souvent de grands princes) dont la dignité imposait la distance.
Au contraire de la « représentation en pied », cette manière de figurer un personnage (presque toujours de trois-quarts) dans un tableau resserre la composition et permet de concentrer l'attention du spectateur sur les détails du visage, avec plus d'intimité, ce qui lui confère une forte humanité ; ainsi, de nombreuses Madones de Raphaël figurent la Vierge de trois-quarts et humanisent le ou les personnages saints présents dans la représentation pour plus de dévotion.